# Strays
Strays – album studyjny amerykańskiego zespołu rockowego Jane’s Addiction, który wydano w 2003 roku. Odniósł on sukces komercyjny i artystyczny, zdobywając platynową płytę w Stanach Zjednoczonych i Wielkiej Brytanii.
W sesji nagraniowej albumu na gitarze basowej zagrał Chris Chaney. Pierwotnie płyta miała być nazwana Hypersonic.

## Lista utworów
1. „True Nature” – 3:49 (Perry Farrell/Dave Navarro/Stephen Perkins/Bob Ezrin/Martyn LeNoble)
2. „Strays” – 4:32 (Farrell/Navarro/Perkins/Ezrin/Arron Embry/David J)
3. „Just Because” – 3:51 (Farrell/Navarro/Perkins/Ezrin/Chris Chaney)
4. „Price I Pay” – 5:27 (Farrell/Navarro/Perkins/Ezrin/Chaney)
5. „The Riches” – 5:44 (Farrell/Navarro/Perkins/Ezrin/Embry/LeNoble)
6. „Superhero” – 3:58 (Farrell/Navarro/Perkins/Ezrin/Embry)
7. „Wrong Girl” – 4:32 (Farrell/Navarro/Perkins/Ezrin/Chaney)
8. „Everybody's Friend” – 3:18 (Farrell/Navarro/Perkins/Ezrin)
9. „Suffer Some” – 4:14 (Farrell/Navarro/Perkins/LeNoble/Ezrin)
10. „Hypersonic” – 3:32 (Farrell/Navarro/Perkins/Ezrin/LeNoble)
11. „To Match The Sun” – 5:25 (Farrell/Navarro/Perkins/Ezrin/LeNoble)